# Cynanchum rioparanense
Cynanchum rioparanense är en oleanderväxtart som beskrevs av E. Sundell. Cynanchum rioparanense ingår i släktet Cynanchum och familjen oleanderväxter. Inga underarter finns listade i Catalogue of Life.